# Черногорск

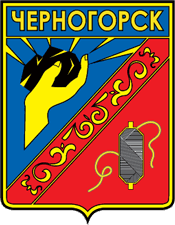
Герб (1987)

Черного́рск (хак. Харатас) — город в России, административный центр городского округа город Черногорск Республики Хакасия. Второй после столицы республики город Хакасии по численности населения: 75 672 чел. (2025).
Распоряжением Правительства РФ от 29 июля 2014 года № 1398-р «Об утверждении перечня моногородов» городской округ город Черногорск включён в категорию «Монопрофильные муниципальные образования Российской Федерации (моногорода) с наиболее сложным социально-экономическим положением».

## Этимология
Образован в 1936 году путём слияния нескольких посёлков при угольных шахтах. Прежнее название поселка звучит как Черногорские Копи. Копи — шахты, вокруг которых образовались черные горы из отвалов горной породы, и зародилось развитие Горной отрасли в этой местности. Поэтому, название города сложилось из слова «черный», имеется ввиду уголь, и компонента «-горск», что означает город у горы.

## География
Черногорск расположен в 16 км к северо-западу от Абакана, в Минусинской котловине, на северной окраине Абаканской степи, к югу от Подкунинской гряды. Вдоль восточной границы города проходит федеральная автомагистраль Р257 «Енисей», на восток от которой до впадения реки Абакан в Енисей у посёлка Усть-Абакан около пяти километров.

## История
История города начинается в 1907 году с начала эксплуатации угольной шахты, основанной Верой Арсеньевной Баландиной. Рядом с шахтой был образован рабочий посёлок Черногорские Копи, состоявший из двух бараков, полдесятка землянок и одной больницы. На копях трудились ссыльнопоселенцы. К 1930-м годам в посёлке открылись горно-промышленное училище, дом культуры, детские сады, школа, проведён водопровод. Среди промышленных предприятий, кроме рудника, пущены в строй центральная электростанция, механические мастерские, хлебозавод, кирпичный и дробильный заводы, столярная мастерская.
10 февраля 1931 года в 21 час 40 минут по местному времени произошел взрыв на шахте №8 Черногорских угольных копей. В результате ЧП шахта была полностью разрушена, погибли 120 горняков.
20 января 1936 года населённому пункту, образовавшемуся после слияния посёлка Черногорские Копи и нескольких пришахтных посёлков Минусинского угольного бассейна, присвоено официальные статус и название: город Черногорск.
Первый исправительно-трудовой лагерь НКВД СССР появился в Черногорске в 1942 году. К 1953 году в городе было одиннадцать лагерей различного режима содержания, а численность заключённых в них, по данным международного общества «Мемориал», достигала 12 000 человек. Труд заключённых, в основном, использовался в шахтах. Рабочие смены длились по 12 часов, приходилось работать по колено в воде, уровень механизации был очень низким. В 1955 году черногорская система лагерей была упразднена.
На период 1950-1980-х годов пришелся бурный социально-экономической рост города. Были введены в строй основные жилые многоэтажные кварталы города, объекты социальной инфраструктуры (ДК "Юбилейный", бассейн "Искожевец", городской центр получения бытовых услуг "Дом Быта", ДК "Луначарский", кинотеатр "Россия").
К 1980-м годам город являлся одним из промышленных центров Красноярского края. По уровню промышленного производства город занимал третье место в Красноярском Крае после Красноярска и Норильска. Среди основных предприятий города были несколько шахт, разрез, деревообрабатывающий комбинат, завод по производству железобетонных изделий. Экономику города также составляли предприятия лёгкой и текстильной промышленности: завод искусственных кож, камвольно-суконное объединение, фабрика первичной обработки шерсти.
В 1990-е годы прекратили своё существование камвольно-суконный комбинат, завод железобетонных конструкций, комбинат «Искож», комбинат «Сибирь», самый большой в Восточной Сибири Хакасский комбинат строительных материалов, деревообрабатывающий комбинат и другие.
15 декабря 2020 года в 23 часа загорелся ТЦ "Октябрьский"(Октябрьской улице номер 16).П

## Население
| 1926    | 1931    | 1939    | 1959    | 1962    | 1967    | 1970    | 1973    | 1976    | 1977    |
| ------- | ------- | ------- | ------- | ------- | ------- | ------- | ------- | ------- | ------- |
| 1000    | ↗8200   | ↗17 405 | ↗51 064 | ↗54 000 | ↗61 000 | ↘60 011 | ↗64 000 | ↗69 000 | ↗70 000 |
| 1979    | 1982    | 1986    | 1987    | 1989    | 1992    | 1996    | 1998    | 2000    | 2001    |
| ↗71 386 | ↗75 000 | ↗79 000 | ↗80 000 | ↘79 355 | ↗80 000 | ↘79 600 | ↘79 400 | ↘78 700 | ↘78 400 |
| 2002    | 2003    | 2005    | 2006    | 2007    | 2008    | 2009    | 2010    | 2011    | 2012    |
| ↘73 077 | ↗73 100 | ↗73 200 | →73 200 | ↗73 300 | ↗74 200 | ↗74 861 | ↘72 147 | ↘72 100 | ↗72 283 |
| 2013    | 2014    | 2015    | 2016    | 2017    | 2018    | 2019    | 2020    | 2021    | 2025    |
| ↗72 599 | ↗73 187 | ↗73 825 | ↗74 268 | ↗74 698 | ↗75 067 | ↘75 042 | ↗75 419 | ↗75 745 | ↘75 672 |

На 1 января 2025 года по численности населения город находился на 215-м месте из 1124 городов Российской Федерации.

## Образование
- Черногорский механико-технологический техникум. Основан в 1966 году.
- Черногорский горно-строительный техникум.
- 12 муниципальных общеобразовательных учреждений, 5 муниципальных учреждений дополнительного образования, 25 муниципальных дошкольных образовательных учреждений.

## Экономика
Основа экономики города — угольная промышленность, дающая 86 % удельного веса в общем объёме производства:
- ООО «СУЭК-Хакасия» (разрез «Черногорский») (добыча каменного угля с самым низким содержанием азота в России)
- ООО «Угольная компания «Разрез Степной» с обогатительной фабрикой, запущенной в 2011 году.

Кроме этих предприятий действуют:
- ООО «Бентонит Хакасии» российский лидер в производстве бентонитовой продукции;
- ООО «Авик» (крупнейшее в Хакасии предприятие по строительству и ремонту дорог, тоннелей, мостов);
- ООО «Завод ЖБК-1 «Хакасия» (производство изделий из бетона, гипса с 2011 года на базе бывшего завода железобетонных изделий);
- ООО «Керамик» (все виды работ на строительном рынке);
- ООО «Новые строительные технологии Сибири» (строительство быстровозводимых сооружений).

## СМИ
Новостная информационная телепередача «Новости Черногорска».
Печатные издания города представлены газетами «Черногорский рабочий» (основана в 1931 г.) и «Черногорск».
Радио «Черногорск»

## Люди, связанные с городом
- Абрамченко, Виктория Валериевна (род. 1975) — российский государственный и политический деятель, экономист. Заместитель председателя правительства Российской Федерации по вопросам транспорта, связи и цифровизации экономики.
- Баландина, Вера Арсеньевна (1871 — 1943) — учёный-химик, магистр естественных наук, основательница шахты и города Черногорска.
- Жульмин Григорий Васильевич (1923 — 1969) — полный кавалер Ордена Славы.
- Рубанов, Пётр Акимович (1920 — 2017) — Герой Советского Союза, генерал-майор авиации.
- Сейфулин, Игорь Хамзаевич (1960 — 2002) — российский художник-живописец, график, поэт.
- Сибирская семёрка.

## Памятники

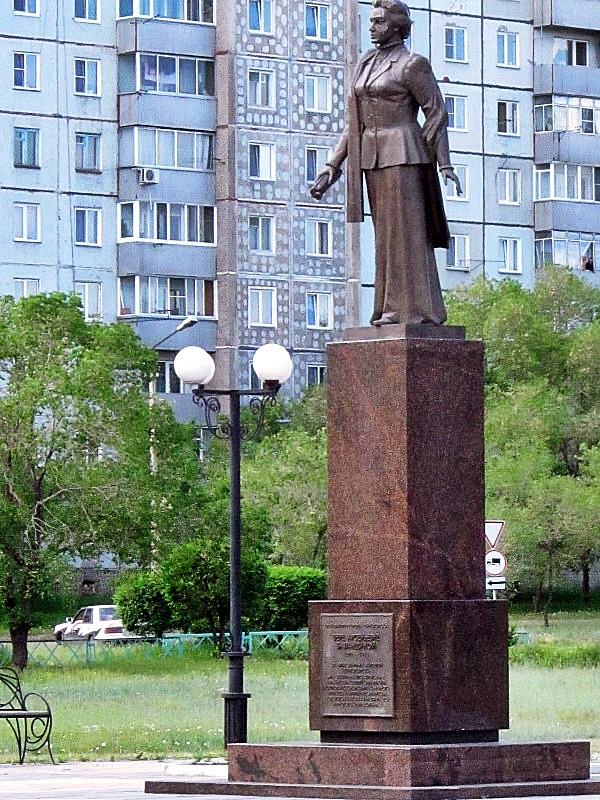
Памятник Вере Баландиной

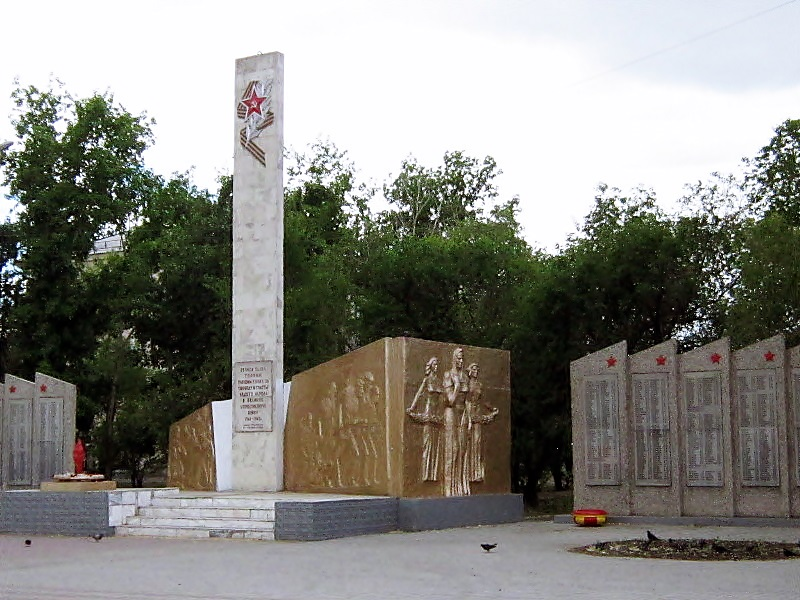
Мемориал воинской Славы

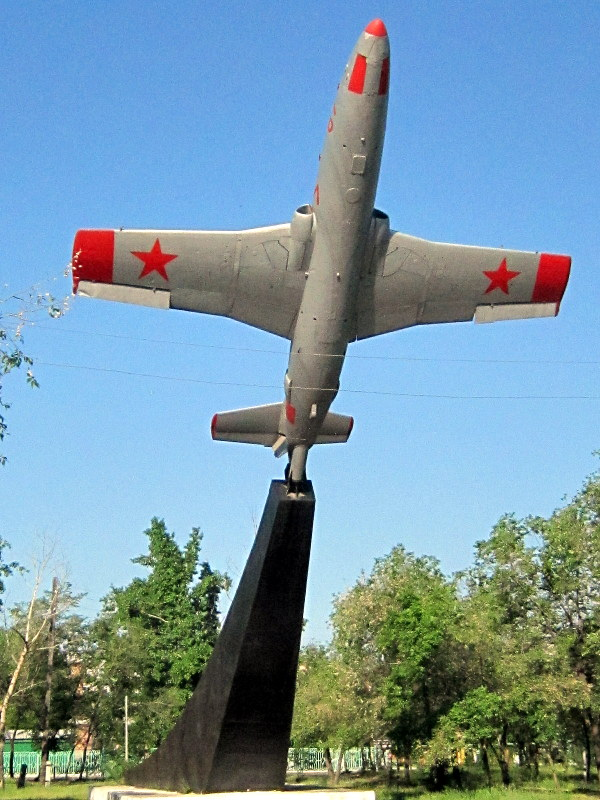
Памятник лётчикам Бирмской авиационной школы

- Памятник основательнице города Вере Баландиной.
- Памятник шахтёрам, погибшим в результате взрыва на шахте. Это трагическое событие произошло на шахте № 8 в 1931 году. Погибло 109 горняков. Монумент воплощает в себе реквием погибшим шахтёрам и гимн вечной славы тяжёлому шахтёрскому труду.
- Мемориал Воинской Славы в честь воинов-черногорцев, погибших в Великой Отечественной войне.
- Арка Славы. На стене Памяти выгравированы фамилии черногорцев, героически воевавших на фронтах Великой Отечественной войны и с победой вернувшихся домой. Памятник украшен клумбами, здесь же расположены скамейки для отдыха и танк Т-54.
- Памятник лётчикам Бирмской военной авиационной школы пилотов. Представляет собой боевой самолёт на постаменте.
- Памятник японским военнопленным. Установлен на месте захоронения японских военнослужащих Квантунской армии, взятых в плен в 1945 году солдатами Красной армии.
- Памятник В. И. Ленину.
- Бронзовый памятник-бюст лётчику-истребителю К. Евстигнееву работы народного художника России Андрея Ковальчука в сквере «Крылья Победы» (2019 г.)[31].

## Религия
- Церковь Рождества Пресвятой Богородицы. Богородице-Рождественский приход Абаканской епархии РПЦ. Приход основан в 1987 году, церковь воздвигнута в 1989 — 1992 годах.
- Крестильная церковь в честь Серафима Саровского при Богородице-Рождественском приходе.
- Церковь Иоанна Богослова. Абаканская епархия РПЦ. Построена в 2001 — 2008 годах.
- Церковь в честь Девяти мучеников Кизических в Девятом поселке. Строительство закончено в 2021 году.